# Florent Brayard
Florent Brayard (* 13. September 1967) ist ein französischer Historiker.

## Leben
Das Doktorat in Geschichte erwarb er 2002 am Institut d’études politiques de Paris. Er wurde dem Institut für Geschichte der Gegenwart (IHTP) zugewiesen und ab April 2006 zum Centre Marc Bloch in Berlin. Er ist jetzt Forscher am CNRS am Zentrum für historische Forschung (CRH-EHESS [Archiv]). 
Er ist Spezialist für den Nationalsozialismus, den Völkermord an den Juden und die Leugnung des Holocaust.

## Schriften (Auswahl)
- mit Arnaud de Maurepas: Les français vus par eux-mêmes. Le XVIIIe siècle. Anthologie des mémorialistes du XVIIIe siècle (= Bouquins). Laffont, Paris 1996, ISBN 2-221-06517-4.
- Comment l’idée vint à M. Rassinier. Naissance du révisionnisme (= Pour une histoire du XXe siècle). Fayard, Paris 1996, ISBN 2-213-59507-0.
- als Herausgeber: Le génocide des juifs entre procès et histoire 1943–2000 (= Collection «Histoire du temps présent»). Éd. Complexe, Brüssel 2000, ISBN 2-87027-857-8.
- La solution finale de la question juive. La technique, le temps et les catégories de la décision. Fayard, Paris 2004, ISBN 2-213-61363-X.
- Auschwitz, enquête sur un complot nazi (= L’univers historique). Éd. du Seuil, Paris 2012, ISBN 2-02-106033-0.